# Łarisa Kurkina
Łarisa Nikołajewna Kurkina (ros. Лариса Николаевна Куркина, ur. 18 grudnia 1973 r. w Briańsku) – rosyjska biegaczka narciarska, złota medalistka olimpijska oraz srebrna medalistka mistrzostw świata.

## Kariera
Pierwszy raz w zawodach Pucharu Świata pojawiła się w sezonie 2002/2003. Pierwsze punkty zdobyła jednak dopiero w sezonie 2003/2004. Na mistrzostwach świata zadebiutowała dość późno, podczas mistrzostw w Oberstdorfie. Indywidualnie była między innymi dziewiąta w biegu łączonym na 15 km oraz piąta w biegu na 30 km techniką klasyczną. Na tych samych mistrzostwach razem z Jewgieniją Miedwiediewą-Arbuzową, Natalią Baranową-Masałkiną oraz Juliją Czepałową zdobyła srebrny medal w sztafecie 4x5 km. W swoim olimpijskim debiucie na igrzyskach olimpijskich w Turynie Kurkina zajęła 19. miejsce w biegu na 10 km techniką klasyczną, a wraz z Miedwiediewą-Arbuzową, Baranową-Masałkiną i Czepałową wywalczyła złoty medal w sztafecie 4x5 km.
Najlepsze wyniki w Pucharze Świata osiągnęła w sezonie 2003/2004, kiedy w klasyfikacji generalnej zajęła 17. miejsce.

## Osiągnięcia

### Igrzyska olimpijskie
| Miejsce | Dzień     | Rok  | Miejscowość | Konkurencja             | Czas biegu | Strata  | Zwyciężczyni    |
| ------- | --------- | ---- | ----------- | ----------------------- | ---------- | ------- | --------------- |
| 19.     | 16 lutego | 2006 | Turyn       | 10 km stylem klasycznym | 27:51,4    | +1:45,4 | Kristina Šmigun |
| 1.      | 18 lutego | 2006 | Turyn       | Sztafeta 4x5 km         | 54:47,7    | -       | -               |

### Mistrzostwa świata
| Miejsce | Dzień     | Rok  | Miejscowość | Konkurencja              | Czas biegu | Strata  | Zwyciężczyni     |
| ------- | --------- | ---- | ----------- | ------------------------ | ---------- | ------- | ---------------- |
| 9.      | 19 lutego | 2005 | Oberstdorf  | 2x7,5 km bieg łączony    | 42:16,8    | +1:02,6 | Julija Czepałowa |
| 2.      | 21 lutego | 2005 | Oberstdorf  | Sztafeta 4x5 km          | 57:15,7    | +7,6    | Norwegia         |
| 20.     | 22 lutego | 2005 | Oberstdorf  | Sprint stylem klasycznym | 2:15,5     | -       | Emelie Öhrstig   |
| 5.      | 26 lutego | 2005 | Oberstdorf  | 30 km stylem klasycznym  | 1:27:05,8  | +16,6   | Marit Bjørgen    |

### Puchar Świata

#### Miejsca w klasyfikacji generalnej
- sezon 2002/2003: -
- sezon 2003/2004: 17.
- sezon 2004/2005: 20.
- sezon 2005/2006: 50.
- sezon 2007/2008: 26.
- sezon 2008/2009: 38.
- sezon 2009/2010: 95.

#### Miejsca na podium
Kurkina nigdy nie stawała na podium indywidualnych zawodów Pucharu Świata.